# Dyers Village
Dyers Village es una villa de Trinidad y Tobago que forma parte de la región de Princes Town.

## Geografía
La villa abarca parte de la isla Trinidad y limita al norte con Sisters Village, al sur con Buen Intento, al este con Brothers Settlement y St. Julien y al oeste con Eccles Village, Kumar Village y Coryal Village.

## Demografía
Datos demográficos de la villa de Dyers Village:
| Gráfica de evolución demográfica de Dyers Village entre 2000 y 2011 |
|                                                                     |